# عامر حمود

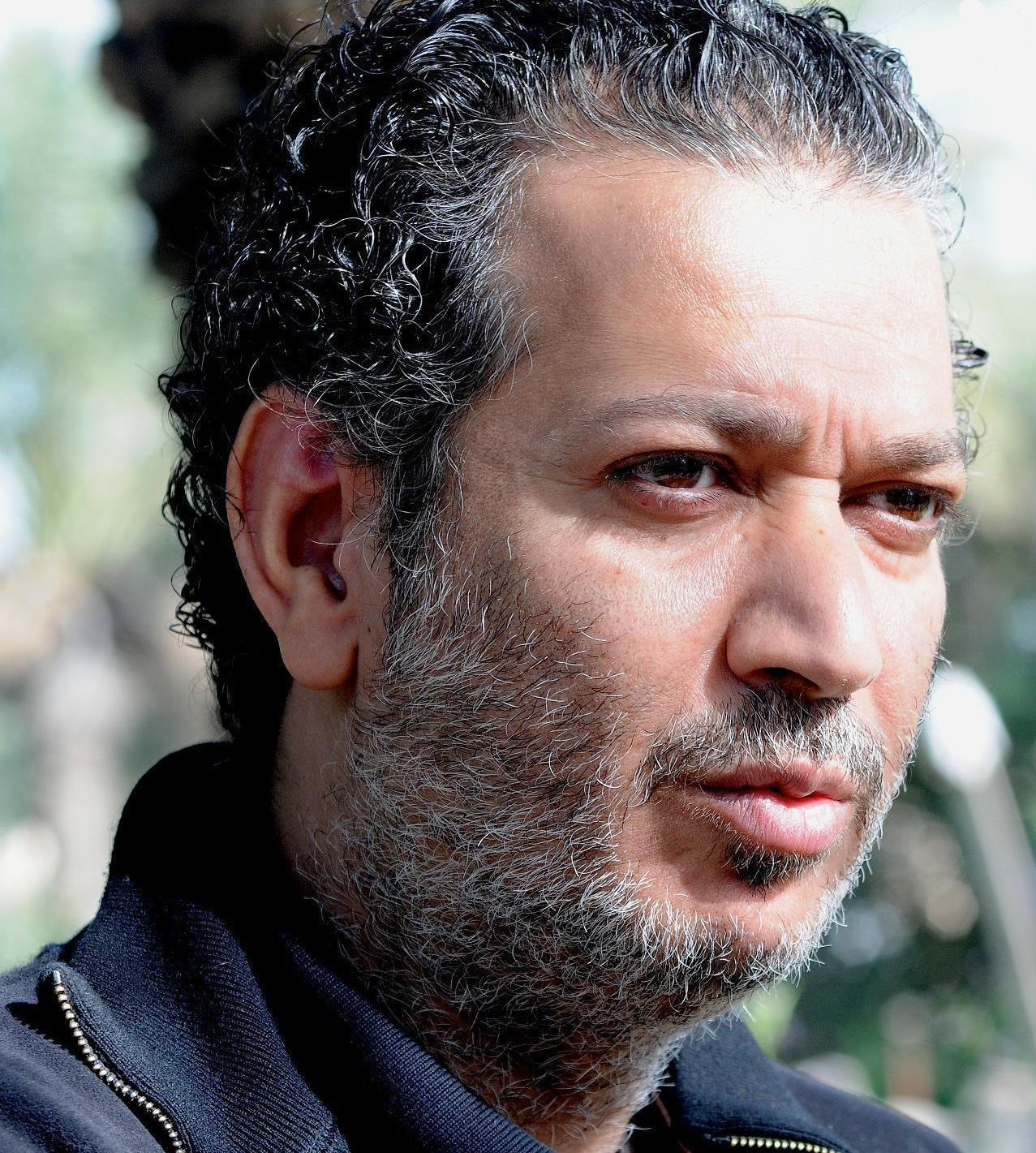

عامر حمود ( 10 اکتبر 1964) کارگردان متولد عربستان سعودی است. او از ژانویه 2019 عضو هیئت مدیره اداره فیلم عربستان و مدیر شعبه انجمن فرهنگ و هنر عربستان سعودی در منطقه ریاض است.